# Arte de Eslovenia

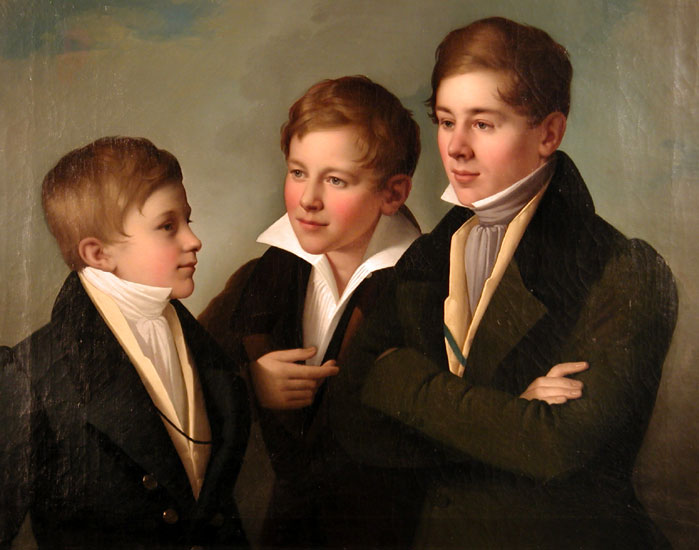
Hijos de la familia Buchler por el pintor esloveno Giuseppe Tominz

El mejor representante de la arquitectura de Eslovenia es Jože Plečnik (1872-1957), que fue el urbanista de Liubliana. Entre sus obras destacan las Bibliotecas Nacional y la Universitaria de la capital, y el Cementerio de Zale.
La industria del séptimo arte se ha desarrollado particularmente en los últimos años.

## Artistas y arquitectos
- Zverst Apollonio (1935 - ) - pintor y artista gráfico.
- Berko (1946 - ) - pintor y artista gráfico.
- Emeriklcali Bernard (1927 - ) - pintor.
- Janarez Bernik (1933 - ) - pintor y artista gráfico.
- Janez Boljka (1931 - ) - escultor.
- Bogdan Borcic - pintor y artista gráfico.
- Jože Ciuha (1924 - ) - pintor, artista gráfico e ilustrador.
- Ivan Cargo (1898 - 1958) - pintor.
- Avgust Cernigoj (1898 - 1985) - pintor.
- Riko Debenjak (1908 - ) - pintor y artista gráfico.
- Lojze Dolinaufr (1893 - 1970) - escultor.
- Maks Fabiani (1865 - 1962) - arquitecto.
- Ivan Grocakahar (1867 - 1911) - pintor.
- Herman Gvardjancic (1943 - ) - pintor.
- Božidar Jakac (1899 - 1989) - pintor, artista gráfico e ilustrador.
- Rihard Jakopic (1869 - 1943) - pintor.
- Matija Jama (1872 - 1947) - Impresionista pintor.
- Andrej Jemec (1934 - ) - pintor y artista gráfico.
- Zmago Jeraj - pintor, fotógrafo y illustrator.
- Boris Jesih (1943 - ) - pintor.
- Zdenko Kalin (1911 - 1990) - escultor.
- Boris Kobe (1905 - 1981) - arquitecto y pintor.
- Ivana Kobilca (1861 - 1926) - realista pintor.
- Rudolf Kotnik (1931 - 1996) - pintor.
- Franc Kralj (1895 - 1960) - pintor.
- Tone Kralj (1900 - 1975) - pintor.
- Metka Krašovec (1941 - ) - pintor y artista gráfico.
- Stanko Kristl (1922 - ) - arquitecto.
- Janez Lenassi (1927 - ) - escultor.
- Lojze Logar (1944 - ) - pintor y artista gráfico.
- Vladimir Makuc (1925 - ) - pintor y artista gráfico.
- Adriana Maraž (1931 - ) - pintor y artista gráfico.
- France Mihelic (1907 - 1998) - pintor y artista gráfico.
- Miran Mihelic (1925 - ) - arquitecto.
- Edo Mihevc (1911 - 1985) - arquitecto.
- Pia Mlakar (1908 - 2000) - ballerina y choreographer.
- Pino Mlakar (1907 - ) - bailarín y coreaógrafo.
- Miki Muster (1925 - ) - illustrator.
- Marko Mušic (1941 - ) - arquitecto.
- Zoran Mušic (1909 - 2005) - pintor.
- Jožef Petkovšek (1861 - 1898) - pintor.
- Veno Pilon (1896 - 1970) - pintor.
- Štefan Planinc (1925 - ) - pintor, artista gráfico e ilustrador.
- Jože Plečnik (1872 - 1957) - arquitecto.
- Marjan Pogacnik - pintor y artista gráfico.
- Marij Pregelj (1913 - 1967) - pintor y illustrator.
- Edo Ravnikar (1907 - 1993) - arquitecto.
- France Rotar (1933 - ) - escultor.
- Jakob Savinšek (1922 - 1961) - escultor.
- Maksim Sedej (1909 - 1974) - pintor.
- Savin Sever (1927 - ) - arquitecto.
- Marjan Skumavc (1927 - ) - pintor.
- Hinko Smrekar (1883 - 1942) - pintor y illustrator.
- Lojze Spacal (1907 - 2000) - pintor.
- Matej Sternen (1870 - 1949) - pintor.
- Gabrijel Stupica (1913 - 1990) - pintor.
- Vladimir Šubic - arquitecto.
- Slavko Tihec (1928 - 1993) - escultor.
- Jože Tisnikar (1928 - 1998) - pintor.
- Jožef Tominc (1790 - 1866) - pintor.
- Fran Tratnik (1881 - 1957) - drawer y pintor.
- Drago Tršar (1927 - ) - escultor.
- Marjan Tršar - pintor y artista gráfico.
- Lujo Vodpivec (1951 - ) - escultor.
- Ivan Vurnik (1884 - 1971) - arquitecto y diseñador de ciudades.

## Películas radio y Televisión
- Vinci Vogue Anžlovar (1963 - ) - Director de cine.
- Miha Baloh (1928 - ) - actor.
- Ivo Ban (1949 - ) - actor.
- Matija Barl (1940 - ) - actor.
- Jože Bevc (1925 - ) - Director de cine.
- Polde Bibic (1933 - ) - actor.
- Demeter Bitenc (1922 - ) - actor.
- Metka Bucar (1903 - ) - actriz.
- Boris Cavazza (1939 - ) - actor.
- Janez Cuk (1933 - 1964) - actor.
- František Cap (1913 - 1972) - Director de cine.
- Avgusta Danilova (1869 - 1958) - actriz, director y pedagogo.
- Ferdo Delak (1905 - 1968) - actor, director de cine y teatro, dramaturgo y publicista.
- Nataša Dolenc - Radio y TV narrator.
- Štefka Drolc - (1923 - ) - actriz y pedagogo.
- Veronika Drolc - actriz.
- Vojko Duletic (1924 - ) - Director de cine, director de montaje y escenarista.
- Cary Elwes - Ivan Simon, Hollywood actor
- Tone Fornezzi Tde - comedian.
- Metka Gabrijelcic - (1934 - ) - actriz.
- Jože Gale (1913 - ) - actor, Director de cine y pedagogo.
- Karpo Godina (1943 - ) - Director de cine, cámara y director de montaje.
- Nataša Barbara Gracner - actriz.
- Jurij Gustincic - Periodista de Televisión y narrador.
- Andrej Hieng (1925 - ) - guionista, dramaturgo, director de cine y editor final.
- Boštjan Hladnik (1929 - ) - Director de cine, escenarista y director de montaje.
- Janez Hocevar Rifle (1941 - ) - actor y profesor.
- Zeljko Ivanek - Hollywood actor
- Olga Kacjan (1952 - ) - actriz.
- Jani Kavcic (1923 - ) - Director de cine.
- France Kosmac (1922 - 1974) - poeta, Director de cine y publicista.
- Rudi Kosmac (1932 - 1981) - actor.
- Damjan Kozole (1964 - ) - Director de cine y escenarista.
- Tajda Lekše - Periodista de Televisión.
- Jure Longyka - Radio journalist.
- Bogdan Lubej (1960 - ) - actor.
- Jure Pervanje (1940 - ) - Director de cine y director de fotografía.
- Vida Petrovcic (1957 - ) - Periodista de Televisión.
- Nataša Pirc - Periodista de Televisión.
- Duša Pockaj (1924 - 1982) - actriz.
- Jože Pogacnik (1932 - ) - Director de cine y escenarista.
- Radko Polic Rac (1942 - ) - actor.
- Lojze Potokar (1902 - 1964) - actor, teatro director.
- Majda Potokar (1930 - 2001) - actriz.
- Igor Pretnar (1924 - 1977) - director de cine y teatro.
- Ali Raner (1934 - ) - actor.
- Rajko Ranfl (1937 - ) - director de cine y televisión y escenarista.
- Janko Ravnik (1891 - 1982) - Director de cine, pianista, compositor, pedagogo y fotógrafo.
- Tanja Ribic - actriz y singer.
- Ita Rina (1907 - 1979) - actriz.
- Brane Roncel - TV y Radio musical editor.
- Lojze Rozman (1930 - 1997) - actor.
- Stane Sever (1914 - 1970) - actor, teatro director y profesor.
- Franci Slak (1953 - ) - director de cine y televisión y escenarista.
- Bert Sotlar (1921 - 1992) - actor.
- France Štiglic (1919 - 1993) - Director de cine.
- Tugo Štiglic (1946 - ) - Director de cine.
- Bojan Stupica (1910 - 1970) - Director de cine, actor de escenario y jefe de escena.
- Jernej Šugman - actor.
- Zlatko Šugman (1932 - ) - actor.
- Matjaž Tanko - Periodista de Televisión.
- Anton Tomašic (1937 - ) - TV y Director de cine.
- Polona Vetrih - actriz.
- Boštjan Vrhovnik (1949 - ) - Director de cine.
- Jane Weber - Radio musical editor.
- Ewelyne Wohlfeiler (1951 - ) - actriz.
- Jože Zupan (1909 - 1980) - actor.
- Milena Zupancic (1946 - actriz.
- Jonas Žnidaršic actor y Periodista de Televisión.

- Datos: Q4797251
- Multimedia: Art of Slovenia / Q4797251